# Tropidodipsas fischeri
La culebra caracolera de Fisher (Tropidodipsas fischeri) es una especie de serpiente que pertenece a la familia Dipsadidae. Es nativa del sur de México, sur de Guatemala, El Salvador y Honduras. Su hábitat natural se compone de bosque de pino-encino y bosque nuboso; se encuentra en la hojarasca, arbustos bajos, y helechos arbóreos. Su rango altitudinal oscila entre 1350 y 3000 m s. n. m.. Es una serpiente terrestre relativamente común en su área de distribución que se alimenta principalmente de caracoles y babosas.